# Caccia all'uomo (film 1961)
Caccia all'uomo è un film del 1961 diretto da Riccardo Freda.

## Trama
Il commissario Nardelli viene incaricato di catturare il pericoloso bandito Mazzarò, che in Sicilia ha ucciso un notaio e rapito una bambina. Chiave dell'organizzazione criminale è una giovane donna, Maria, che è l'amante di un barone locale e, nel contempo, del bandito ricercato. Nardelli riuscirà nell'impresa grazie al cane poliziotto Dox. Una volta conclusa la missione i due sono trasferiti a Roma, dove risolvono il caso di una modella uccisa nel contesto di un traffico di stupefacenti.

## Curiosità
- Dox era un vero cane poliziotto molto famoso negli anni cinquanta e sessanta per aver contribuito alla cattura di diversi malavitosi.